# 6teen
6Teen (título no Brasil: "Seis Dezesseis" e título em Portugal: "Dezasseis") é uma série de animação canadense que relata as aventuras de seis amigos com dezesseis anos de idade no seu shopping local. O formato da série é completamente similar à série Friends. A série foi escrita e produzido por Tom McGillis e por Jennifer Pertsch do Fresh Animation (Toronto), uma franquia da Nelvana e Fresh TV Inc.. O título original da série era The Mall (O Shopping). Isto era porque quando os compositores Don Breithaupt e Anthony Vanderburgh submeteu seu tema, os criadores da mostra gostaram tanto que mudaram a série para 6teen. A série se estreou de aires a as 7:30 a.m. ET/PT tempo em 25 de outubro de 2008 em Cartoon Network nos Estados Unidos.
6Teen teve inicialmente 78 episódios e dois especiais de 45 minutos produzidos por Nelvana. A série terminou com um total de quatro temporadas em 93 episódios de 22 minutos (incluindo dois especiais de uma hora).

## História de cada personagem
- Jonesy Garsia (português brasileiro) ou Joaquim (português europeu) - Só quer saber de mulheres. Em cada episódio arranja um emprego novo, mas acaba perdendo o emprego no final do capítulo. É o namorado da Nikki e também é amigo de Jude e Wyatt. Jonesy já foi de tudo no shopping (trabalhou na locadora do Wayne, trabalhou na floricultura, já foi o assistente do policial e etc). Jonesy é o meio irmão de Jen.

- Jude Lizowski (português brasileiro) ou João (português europeu) - Já teve emprego numa loja de fast-food (Stick-Its) que vende todo tipo de comida no palito e numa locadora, onde trabalhava com o Wyatt. Sua namorada, Starr, conheceu ele na fonte e ele a ensinou a andar de patins, desde então não se separam e tem um certo jeito relaxado, eles se amam, mas quando Starr vira gotica, ela termina o namoro com Jude.

- Wyatt Williams (português brasileiro) ou Hélio (português europeu) - Já trabalhou numa loja de CDs com a namorada Serena, mas perdeu a namorada e o emprego e trabalhou numa locadora com o Jude, mas trabalha numa lanchonete, onde vive cantando enquanto cozinha. É viciado em café, adora sushi e eventualmente gosta de ler poesia. Na série, Wyatt teve duas namoradas, Serena (que termina o namoro com ele e o demitiu, por acha-lo imaturo) e Marlowe (eles fizeram uma banda, mas terminaram, pois estavam passando tempo demais juntos, deixando-os estressados).

- Jen Masterson (português brasileiro) ou Gina (português europeu) - Trabalha em uma loja de departamento esportivo (Penalty Box). É solteira, odeia seu chefe, mas nunca deixa de obedece-lo, pois é muito certinha. Ela e suas amigas sempre se metem em encrenca. Jen já trabalhou no Big Squeeze (o mesmo limão onde Caitlin trabalha) no inicio da série, até que pediu um emprego na Penalty Box e deixou a Caitlin cuidar do Big Squeeze. Jen é a meia irmã de Jonesy.

- Caitlin Cook (português brasileiro) ou Catarina (português europeu) - Era a melhor amiga da maior patricinha do shopping até começar a trabalhar em uma loja de limonada (Big Squeeze) e usar um chapéu cafona de limão. Ainda é um certo tanto patricinha, porém consegue se controlar agora que tem que gastar seu próprio dinheiro. Sempre toma suas atitudes de acordo com o que as revistas femininas mandam.Foi a última a entrar para a turma do "Seis Dezesseis", sendo aprovada por todos, exceto por Nikki. Caitlin já teve vários namorados, mas terminou (ou eles terminaram com ela) com eles.

- Nicole "Nikki" Wong (português brasileiro) ou Nina (português europeu) - Odeia patricinhas, por isso no início da série não gostava de Caitilin. É rebelde e só conseguiu arranjar emprego numa loja de roupas de "madames" (Khaki Barn). Trabalha com Crissy, Kristen e Kirsten a quem apelidou (não-carinhosamente) de 'clones', que sempre se vestem e agem iguais. Seu objeto inseparável é seu piercing de nariz. Adora viajar e escrever. Nikki é a namorada de Jonesy.

## Personagens secundários
- Treinador - Chefe da Jen, sempre leva as pessoas ao seu limite...de tolerância, todo dia, manda a Jen para o banco local da loja onde os empregados ficam por determinado tempo se desobedecerem.

- Wayne - Dono da Underground Video, nunca deixa as pessoas escolherem o filme que querem, mesmo que precise expulsa-las da loja.

- Ron - Segurança do shopping, sempre acha que há algo de errado acontecendo em algum lugar...O pior é que ele tem razão.Sempre vai atras da turma e os coloca na cadeia, mas sempre acaba os soltando por razões pessoais.

- Crissy, Kirsten e Kristen - As três trabalham na Khaki Barn e são chefes da Nikki. Sempre fazem tudo juntas, fazendo com que Nikki queira se matar.

- Serena - Namorada/Ex-namorada do Wyatt. Trabalhava na mesma loja que ele, até que, devido a problemas pessoais, ela termina o namoro com Wyatt por um torpedo e ainda o demite do emprego, Serena começou a namorar seu ex-namorado, que de acordo com Wyatt, parece estar sempre em coma.

- Peixe - Aparece em um episódio só. É um simpatico peixe dourado que Jude encontra abandonado perto da fonte do shopping. Adorava ver filmes de ninjas.

- Tricia - A maior rival de Caitlin. Quer ser melhor que ela em tudo e com todos.

- Starr/Nebula - Namorada do Jude. Trabalha em um fast-food Vegetariano. Conheceu Jude na fonte do shopping ,e foi assim que começaram a namorar. Mas o namoro terminou assim que ela se tornou gótica, e desde então não é mais Starr e sim "Nebula". Ela se tornou meio que parte da turma, pois as vezes ficava com Nikki, Jude, Jonesy, Jen, Wyatt e Caitlin no limão onde Caitlin trabalha.

- Courtney - Irmã de Jen. É mais velha e mais bonita que Jen, fazendo com que Jen tenha muita inveja, mas na verdade, é Courtney que tem inveja de Jen, pois Jen tem um emprego e amigos de verdade, enquanto ela não tem amigos e foi expulsa da faculdade.

- Marlowe - Namorada do Wyatt. Formou uma banda com ele e com outros músicos. Mas no final da temporada, eles terminam o namoro.

- Darth - É um nerd que é fã de Guerra nas Estrelas e fã dos Jedi. Darth é o dono de um loja que vende eletrônicos e itens de coleção sobre Guerra nas Estrelas. Darth é conhecido pelo seu sabre de luz super realista e por sua capa e capacete do Darth Vader. Namora a garota da loja de tacos, Julie.

- Julie - É a namorada do Darth, e trabalha na loja de tacos (Wonder Taco), sempre cospe ou coloca sujeira nos tacos dos clientes que ela não gosta.

- Mandy e Gwen - São as duas amigas de Tricia.

## Lugares

### O Shopping
Neste shopping acontece todos os episódios da série, é aqui onde cada personagem possui um emprego. O shopping tem sempre alguns visitantes indesejaveis (como o pestinha que na introdução do desenho atira bolas em Caitlin). No mesmo episódio que Starr virou gótica, o shopping sofreu um apagão.

### Big Squeeze
É a loja de limonada onde Caitlin trabalha, se bem que no inicio da série a Jen trabalhava no limão. É o lugar onde todos os amigos (e as vezes Starr) se reuniam no começo e no fim do episódio.

### Penalty Box
Loja onde Jen trabalha, é uma loja de departamento esportivo. O chefe da loja é o Treinador, um cara bem mal-humorado que sempre manda Jen para o banco onde os empregados ficam se desobedecem a ele.

### Khaki Barn
Loja de roupas onde Nikki trabalha. Lá Nikki tem um provador onde se esconde das "clones" para não fazer todo o trabalho. A Khaki Barn é um dos lugares que Caitlin compra suas roupas.

### Underground Video
Locadora onde Wyatt e Jude trabalham, lá é aonde o dono da locadora, Wayne não deixa ninguém escolher o filme que quer, mesmo que precise expulsa-los. Nesta locadoura tem vários videos antigos da segurança do shopping.

### Quarto da Jen
Até agora, usado em apenas 2 episódios, é o quarto da Jen. Apareceu no episódio em que o diário da Jen sumiu (e foi parar nas mãos do Jonesy) e no episódio que Jonesy e seus irmãos pregam várias peças em Jen.

## Recepção
Durante toda a série, 6Teen recebeu elogios da crítica. No inverno/primavera de 2005 no hemisfério norte, o programa foi classificado entre os 10 melhores do Teletoons para crianças de 10 anos ou mais nos mercados inglês e francês. Foi também a única produção canadense a ser nomeada para o Pulcinella Award em 2005 sob "Séries de TV Para Todos os Públicos". Além disso, em 2 de junho de 2007, 6Teen recebeu um prêmio da Alliance for Children and Television por ser o melhor da televisão infantil na faixa etária de nove a catorze anos naquele ano.